# 20863 Jamescronk
20863 Jamescronk è un asteroide della fascia principale. Scoperto nel 2000, presenta un'orbita caratterizzata da un semiasse maggiore pari a 2,2687665 UA e da un'eccentricità di 0,1406411, inclinata di 4,76434° rispetto all'eclittica.